# Колоннада (Кисловодск)
Колоннада — достопримечательность в Кисловодске, Ставропольский край, Россия. Главный вход в Кисловодский национальный парк и одна из визитных карточек кисловодского курорта. Стоит на мосту через речку Ольховку, которая скрыта в канал, неподалёку от Нарзанной галереи.
Колонны расположены в два яруса, нижний состоит из колонн коринфского ордера, поддерживающих плоскую крышу, верхний находится в центре этой крыши и состоит из башен и арок. Крыша первого этажа была построена как обзорная и танцевальная площадка, а внизу располагались столики ресторана. Изначально крылья колоннады были соединены переходом, в котором находились подсобные помещения, а внутри был дворик.
Возведена в 1912 году архитектором Н. Н. Семёновым к столетию Отечественной войны 1812 года. Колоннада была предназначена для размещения в ней нового летнего ресторана взамен старого деревянного. В 1930-х года в ней действовала диетическая столовая. В 1948 году пристройки к колоннаде снесли, открыв вид на неё, а колоннаду сделали главным входом в парк.